# Forte Centrale del Melogno
Il forte Centrale è stato un edificio difensivo posto a salvaguardia del cosiddetto "sbarramento del Melogno" presso il colle omonimo, tra l'alta val Bormida e l'entroterra del Finalese, in provincia di Savona.
L'intero complesso dello sbarramento, ubicato lungo la strada provinciale 490 del Colle del Melogno, fu voluto dal Regio Esercito per la difesa del Basso Piemonte e della catena appenninica ligure da eventuali attacchi terrestri dalla costa ligure; complessivamente il sito fu edificato in un periodo compreso tra il 1883 e il 1895.
Il forte Centrale, all'estremo est del territorio comunale di Calizzano e ai confini amministrativi settentrionali di Magliolo, faceva parte di quel sistema difensivo comprensivo dei forti Tortagna e Settepani e dalla batteria d'appoggio sul Bric Merizzo.

## Descrizione
La struttura del forte Centrale si presenta in forma poligonale, interamente circondata da un fossato e occupante la sella del valico, attraversata dalla strada provinciale 490 che dalla costa di Finale Ligure permette il raggiungimento dei confini regionali con il Piemonte.
Direttamente sul colle del Melogno si affaccia quella che era la caserma principale, articolata su due piani e avente ancora le originali chiusure metalliche e finestre rifinite in laterizio. Un lungo corridoio, interrotto da piccoli cortili, locali e magazzini, domina il piano terra; nel piano superiore, dove venivano ospitati altri locali di servizio, sono ancora conservate le tracce del pavimento ligneo originario e delle volte a botte se pur con evidenti stati di fatiscenza e semi abbandono.
Le quattro postazioni difensive e d'attacco (cannoni di grosso calibro) erano posizionate al di fuori del complesso principale, lungo una distaccata collinetta, con l'artiglieria pesante puntata verso la costa e a cielo aperto. Quest'ultima era raggiungibile in origine attraverso un ponte levatoio (ora non più presente) o con l'ausilio di una passerella pedonale (ancora visibile se pur precaria), raggiungimento in seguito sostituito da una buia galleria sotto il fossato retrostante della caserma centrale e quindi da un ponte levatoio (in stato pericolante).
Il forte, già di proprietà militare, è stato vincolato con la Legge n. 1089 del 1º giugno 1939.